# Jan Tschichold
Jan Tschichold (Leipzig, Alemanha, 2 de abril de 1902 – Locarno, Suíça, 11 de agosto de 1974) foi um tipógrafo, designer gráfico, professor e escritor. É considerado uma das maiores influências para a tipografia do século XX.

## Vida
Filho de um pintor de letreiros e caligrafia, Tschichold começou a trabalhar desde cedo com tipografia.
Em Leipzig, estudou pintura e desenho. Aos 12 anos de idade, redesenhou a folha de rosto e tentou alterar a diagramação de um texto de um livro de projeto gráfico duvidoso. Seis anos depois, aos 18 anos, ainda em Leipzig, já lecionava design gráfico e tipografia.
Entre 1922 e 1923, conheceu László Moholy-Nagy e, por meio dessa amizade, conheceu artistas russos e professores da Bauhaus. Passou a se corresponder com diversos artistas, discutindo arte e tipografia. Outro artista importante com quem conviveu foi o russo El Lissitzky. Tschichold passou então a trabalhar com novos experimentos estéticos e estes culminaram na publicação do número especial da revista Tyqographische Mitteilungen, que foi intitulada de Elementare Typographie.
Mudou-se em 1925 para Berlim e em 1926 para Munique. Como Tschichold enfatizava o uso de tipos sem-serifa, foi considerado uma ameaça ao patrimônio cultural tipográfico da Alemanha, que utilizava a escrita gótica. Em 1933, fugiu com sua família para a Suíça, já que sua estética tipográfica era reprovada pelo Partido Nacional Socialista.  Trabalhou também com Paul Renner (que criou a fonte tipográfica Futura).
A partir deste acontecimento, Tschichold viveu em exílio, fazendo visitas ocasionais à França, Escandinávia, Reino Unido e Estados Unidos. Viveu em Londres a partir de 1947, onde foi diretor de arte e tipógrafo durante dois anos na Penguin Books. Faleceu na Suíça, em 1974, em um hospital de Locarno.
Em seu livro "Die neue Typographie" (1928), Tschichold define as bases teóricas para o racionalismo da moderna tipografia, valorizando a composição assimétrica na diagramação e o uso de tipos sem-serifa.

O cânone de Van de Graaf usado em design de livros para dividir a páginas em proporções agradáveis, foi popularizado por Jan Tschichold em seu livro The Form of the Book.

A partir de 1932, Tschichold abandona seu radicalismo modernista e passa a defender muitos dos cânones clássicos que repudiara.
Após a Segunda Guerra Mundial, trabalhou para a editora Penguin Books, na Inglaterra, fugindo do regime nazista. O redesign dos livros de bolso da Penguin, realizado por Tschichold, é um marco da história do design editorial inglês.

## Obra
- Schriften: 1925 - 1974 Band 1/2. Berlin, 1992.
- Die neue Typographie, Ein Handbuch für zeitgemäss Schaffende, Berlin, Verlag des Bildungsverbandes der Deutschen Buchdrucker, 1928.
- Typografische Entwurfstechnik, Stuttgart: Akademischer Verlag Dr Fritz Wedekind & Co., 1932.
- Ausgewählte Aufsätze über Fragen der Gestalt des Buches und der Typographie, 1948.
- Schatzkammer der Schreibkunst, Basel, 2. Aufl. 1949.
- Meisterbuch der Schrift. Ein Lehrbuch mit vorbildlichen Schriften aus Vergangenheit und Gegenwart für Schriftenmaler, Graphiker, Bildhauer, Graveure, Lithographen, Verlagshersteller, Buchdrucker, Architekten und Kunstschulen, Ravensburg, 1952, 2. Aufl. 1965.
- Geschichte der Schrift in Bildern, Hamburg, 4. Aufl. 1961.

### Em português
- Tschichold, Jan. A forma do livro: ensaios sobre tipografia e estética do livro. Introdução de Robert Bringhurst. Ateliê Editoral, 2007. ISBN 978-85-7480-361-6
- Tschichold, Jan. Tipografia elementar. Capítulo Aprender com Jan Tschichold de Friedrich Friedl. Altamira Editorial, 2007. ISBN 978-85-99518-03-8